# Hipòlit Trullàs
Hipòlit Trullàs Boix (Reus, 29 d'abril de 1771 - 3 de març de 1813) va ser un religiós, músic i compositor català.
Va estudiar la carrera eclesiàstica i al mateix temps va dedicar-se a la música, per la qual va mostrar sempre una gran inclinació. Amb quinze anys, quan era sotsdiaca, va compondre uns villancets titulats "La verdadera felicitat" que van ser cantats per la capella de la prioral de Sant Pere de Reus amb gran acceptació. Des de 1801 va ser mestre de capella de l'església de sant Pere a Reus, i el 1805, amb l'ajuda d'una comissió de l'ajuntament presidit per l'alcalde Josep Saludes, va reorganitzar el cor, millorant-lo i introduint reformes, tant en les composicions, com en la forma de cantar com en l'ensenyament de la música. Va contractar mestres, entre d'altres a Salvador Clariana i Bonaventura Ortega, per a perfeccionar la part instrumental, amb classes de clarinet, flauta i oboè, i també el fagot i la viola. El 1808 va ser nomenat examinador per les oposicions que es van fer per mestre de capella de la Seu de Tarragona.
Mentre va ser mestre de capella a Reus, va compondre una gran quantitat de peces musicals sagrades: misses, responsos, villancets, rosaris, goigs, etc. L'historiador reusenc Andreu de Bofarull diu que mostraven una concepció nova i adequada i que sense separar-se de les regles de l'art, sortia de la rutina que fins llavors havia tingut aquell tipus de música. També diu que la notació musical de les seves composicions la feia directament en net, sense correccions ni esmenes.